# Мемориален музей „11-ти октомври 1941 година“
Мемориалният музей „11-ти октомври 1941 година“ (на македонска литературна норма: Меморијален музеј „11. октомври“) се намира в центъра на град Прилеп, Северна Македония. Посветен е на Комунистическа съпротива във Вардарска Македония през Втората световна война. На 11 октомври 1941 година Душко Наумовски застрелва български полицай пред сградата на полицейското управление, в която днес се помещава музеят. След сформирането на Народна република Македония 11 октомври се чества като Ден на народното въстание в Македония.
Музеят е организиран като такъв на 11 октомври 1961 година по повод 20-годишнината от събитието. През 2011 година обектът е реновиран.